# Wielka cisza

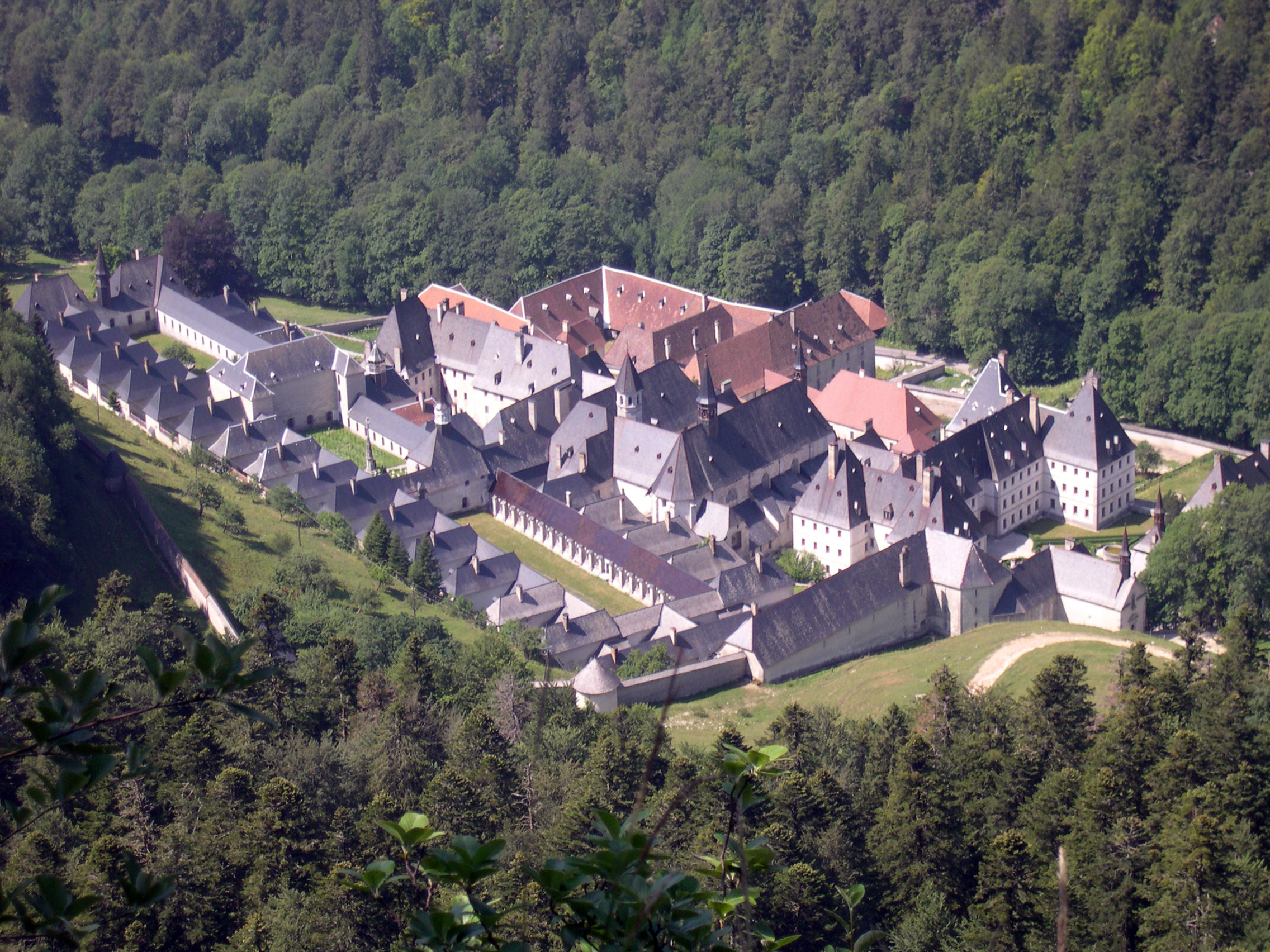
Widok na kartuzję w La Grande Chartreuse

Wielka cisza (niem. Die große Stille) – film dokumentalny, którego reżyserem jest Philip Gröning. Premiera obrazu miała miejsce w 2005 r. Film ten stanowi ruchomą ilustrację życia monastycznego na przykładzie zakonu kartuzów – zgromadzenia duchownego o charakterze kontemplacyjnym, o surowej regule.
Bohaterami filmu są mnisi z La Grande Chartreuse (Wielka Kartuzja), położonej na terenie Masywu Chartreuse we francuskich Alpach Zachodnich. Treść filmu tworzą poszczególne wątki z życia zakonników: codzienna praca, samotna kontemplacja i przede wszystkim modlitwa, która częściowo odbywa się wspólnie. Tryb życia pustelników odbywa się według historycznych reguł zakonu i rytuałów. Zgodnie z tytułem film ten jest niemal całkowicie pozbawiony rozmów, muzykę tworzą śpiewy mnichów, którzy całkowicie oddali życie Bogu.

## Historia
Pomysł zrealizowania filmu pojawił się 16 lat przed wyrażeniem przez zakonników zgody na jego nakręcenie. Zgoda ta była efektem długiej współpracy i przyjaźni przeora z reżyserem. Twórca filmu spędził w klasztorze sześć miesięcy w celu poznania surowego życia zakonnego i wykonania poszczególnych sekwencji które ukształtowały dzieło. Film był realizowany podczas niemal czterech miesięcy pracy wiosną i latem 2002 roku, kolejnych trzech tygodni zimą 2003 roku, ponadto ostatnich trzech dni grudnia 2003. Bogaty materiał filmowy stał się podstawą nie tylko pełnometrażowego filmu (trwającego 169 minut), lecz także jego krótszej wersji dla telewizji, albumu ze zdjęciami oraz płyty z nagraniami mszy i psalmów.
Philip Gröning był reżyserem tego filmu, jest także autorem większości zdjęć, scenariusza, montażu i dźwięku. Ponadto jest jednym z trzech producentów wykonawczych tego filmu.

## Nagrody
- Deutscher Filmpreis w roku 2006
- Special Jury Prize w roku 2006 Sundance Film Festival.
- Europejska Nagroda Filmowa 2006, w kategorii Film Dokumentalny – Prix Arte